# Yingguang
Yingguang (kinesiska: 迎光, 迎光乡) är en socken i Kina. Den ligger i provinsen Hunan, i den södra delen av landet, omkring 190 kilometer sydväst om provinshuvudstaden Changsha. Antalet invånare är 26788. Befolkningen består av 12 764 kvinnor och 14 024 män. Barn under 15 år utgör 24,0 %, vuxna 15-64 år 65 %, och äldre över 65 år 9,0 %.
Genomsnittlig årsnederbörd är 1 620 millimeter. Den regnigaste månaden är maj, med i genomsnitt 246 mm nederbörd, och den torraste är oktober, med 50 mm nederbörd.